# Satsen om den öppna avbildningen
Satsen om den öppna avbildningen eller Banach-Schauders sats är inom funktionalanalys ett mycket användbart resultat.

## Banach-Schauders sats
Låt {\displaystyle X} och {\displaystyle Y} vara två Banachrum. Varje kontinuerlig, linjär och surjektiv operator, {\displaystyle T:X\longrightarrow Y}, är en öppen avbildning.

## Satsens innebörd
En öppen avbildning skall jämföras med en kontinuerlig avbildning:
En avbildning {\displaystyle T:X\longrightarrow Y} är kontinuerlig om den inversa bilden av en öppen mängd är en öppen mängd:
För varje öppen mängd {\displaystyle U} i rummet {\displaystyle Y} är den inversa bilden {\displaystyle T^{-1}(U)\,} en öppen mängd i rummet {\displaystyle X}.
En avbildning {\displaystyle T:X\longrightarrow Y} är öppen om varje bild av en öppen mängd är en öppen mängd:
För varje öppen mängd {\displaystyle V} i rummet {\displaystyle X} är bilden {\displaystyle T(V)} en öppen mängd i rummet {\displaystyle Y}.
Banach-Schauders sats medför att öppna mängder i rummet {\displaystyle X} svarar mot öppna mängder i rummet {\displaystyle Y} och vice versa, om {\displaystyle X} och {\displaystyle Y} kan förbindas med en avbildning som är kontinuerlig, linjär och bijektiv. Ett annat sätt att uttrycka detta är att säga att de topologiska strukturerna på rummen {\displaystyle X} och {\displaystyle Y} är isomorfa och att avbildningen T är en homeomorfism: Att undersöka kontinuitetsegenskaper i rummet {\displaystyle X} är detsamma som att undersöka kontinuitet i rummet {\displaystyle Y} och vice versa.

## Bevis av Banach-Schauders sats
Beviset bygger på Baires kategoriteorem och begreppet ingenstans-tät mängd.

## Konsekvenser av Banach-Schauders sats
- Satsen om den slutna grafen